# Юдовілей
Юдовілей (англ. Jewbilee) — епізод 309 (№ 40) серіалу «Південний Парк», прем'єра якого відбулася 28 липня 1999 року. Епізод є третьою і завершальною частиною «Трилогії про метеорний дощ», в якій події трьох епізодів розвиваються в одну і ту ж ніч. Два інших епізоди трилогії — «Котяча Оргія» і «Два Голих Чувака у Джакузі»

## Сюжет
Шейла і Джеральд Брофловські збираються на вечірку на честь метеорного дощу, яку влаштовує шкільний психолог містер Мекі. Поки вони готуються, Кайл зі своїм братом Айком збирають речі в Юдовілейскій табір — аналог бойскаутського табору для єврейських дітей. Приходить Кенні і кличе Кайла подивитися на метеорний дощ. Той пояснює, що їде в табір, і пропонує Кенні поїхати з ним, хоча попереджає, що його можуть не пустити через неєврейську національність. Батьки Кайла погоджуються взяти Кенні з собою, і по дорозі коротко пояснюють йому принципи юдаїзму. Залишивши хлопчиків в Юдовілеї, Шейла бажає хлопчикам добре розважитися, і радить Кенні «постаратися вести себе як єврей». Потім вона і Джеральд відбувають на вечірку до містера Мекі.
Кенні проходить ініціацію єврейських скаутів, незважаючи на те, що не є євреєм. Тим часом, Айка визначають в групу до «вискочок», найменшим дітям. Після церемонії ініціації хлопчики вирізають фігурки з мила, щоб вшанувати викликаного єврейськими дітьми біля багаття жахливого вигляду Мойсея, який вимагає як дари всілякі саморобки. Мойсей зауважує, що Кенні — не єврей, і його виганяють з табору. Проте, коли Гарт — юдей з конфесії антисемітів — краде дух Мойсея, замкнувши його в раковину, Кенні ціною свого життя звільняє його і заважає лиходієві викликати Амана.
Тим часом, одного з "вискочок" викрадає ведмідь, якого сім'я Брофловські бачила раніше. Керівник "вискочок" вирішує зловити ведмедя, але тільки для того, щоб отримати значок за відвагу і стати керівником скаутів замість "вискочок". Незабаром ведмідь викрадає всіх "вискочок", а їх керівник відправляється назад у табір, де в нього стріляє Гарт, якому він заважає закликати Амана. Ведмідь ловить Кенні, і той виявляє, що все "вискочки" живі, і ведмедиця просто хотіла скласти компанію для свого ведмедика на день народження. Кенні звільняє "вискочок" і жертвує собою, щоб звільнити Мойсея, в результаті чого Аман зазнає поразки. Мойсей вбиває Гарту, і оголошує, що відтепер євреї повинні відзначати цей день в честь Кенні, приносячи дари Кенні у вигляді мильних фігурок, картинок з макаронів і брязкалець з позолочених паперових тарілок з горошинами.

## Факти
- Коли євреї-скаути звуть Мойсея, вони співають «Kumbaya My Lord», яку також виконує Нед в епізоді «Вулкан (Південний Парк)».
- Коли керівник "вискочок" запитує дітей про їх малюнки, Айк робить копію картини Леонардо да Вінчі "Таємна Вечеря".
- У цій серії не з'являються — Стен і Картман.

## Смерть Кенні
Кенні жертвує собою, щоб врятувати євреїв, розбивши свою голову об раковину, в якій був заточений Мойсей. Це одна з кількох смертей Кенні, які виглядають як справжній подвиг.

## Пародії
- На рясі старійшини євреїв зображена варіація логотипу Супермена, в якій буква «S» замінена на Зірку Давида.
- З'являється з багаття Мойсей виглядає і розмовляє як MCP у фільмі  Трон [1]. Крім цього, він сильно схожий на дрейдл, особливо з огляду на його постійне обертання.

## Відсилання до юдаїзму
- Як і Мойсей, Аман насправді не є надприродним персонажем юдейського Письма. Він був звичайною людиною, і з'являвся в Книзі Естер як посланець царя персів, який планує знищити всіх євреїв в країні. Проте, в епізоді він зображений у вигляді похмуру, схожу на Ктулху істоту з червоними очима.
- Гарт, представник конфесії антисемітів, відсилає до стереотипу про «євреїв, що ненавидять самих себе за те, що вони євреї».
- Назва «Юдовілей» (англ. Jewbilee) є гібридом між словами  Jubilee  (ювілей),  Jamboree  (щорічний зліт скаутів) і  Jew  (єврей).

## Зв'язок з іншими епізодами з трилогії про метеорному дощі
- Коли Кенні намагається зловити машину, щоб поїхати додому, машини ATF і поліції проїжджають повз, прямуючи до вечірки в будинку містера Мекі, де, як вони думають, зібралася секта самогубців. Детальніше ці події описуються в епізоді «Два Голих Чувака у Джакузі».
- Кайл з'являється в кінці попереднього епізоду одягненим в юдовілейську форму і обіцяє розповісти Стену про те, що з ним сталося.